# Атомна система одиниць
Атомна система одиниць або система одиниць Гартрі - одна з природних систем одиниць, яка застосовується в атомній фізиці і квантовій електродинаміці, де в розрахунках часто використовується заряд і маса електрона. Вперше запропонована Д. Гартрі в 1928 році. Стандартне позначення англ. Atomic units (au або a.u.)
Основними одиницями вимірювання в атомній системі одиниць, за визначенням, є заряд електрона {\displaystyle e}, маса електрона {\displaystyle m_{e}} і зведена стала Планка {\displaystyle \hbar }, значення яких прирівнюють до одиниці: {\displaystyle e=1,~m_{e}=1,~\hbar =1\dots }
| Основні і похідні атомні одиниці | Основні і похідні атомні одиниці | Основні і похідні атомні одиниці                          | Основні і похідні атомні одиниці |
| -------------------------------- | -------------------------------- | --------------------------------------------------------- | -------------------------------- |
| Одиниця                          | Назва                            | Символ                                                    | Значення в SI                    |
| Маса                             | Маса спокою електрона            | {\displaystyle \!m_{e}}                                   | 9,109 382 6(16)× 10−31 кг        |
| Довжина                          | Радіус Бора                      | {\displaystyle a_{0}=\hbar /(m_{e}c\alpha )}              | 5,291 772 108(18)× 10−11 м       |
| Час                              | Атомна одиниця часу              | {\displaystyle \hbar /(m_{\mathrm {e} }c^{2}\alpha ^{2})} | 2,418 884 326 505(16)× 10−17 с   |
| Заряд                            | Елементарний заряд               | {\displaystyle \!e}                                       | 1,602 176 53(14)× 10−19 Кл       |
| Момент імпульсу                  | зведена стала Планка             | {\displaystyle \hbar =h/(2\pi )}                          | 1,054 571 68(18)× 10−34 Дж · с   |
| Енергія                          | Енергія Гартрі                   | {\displaystyle \!E_{h}=m_{\mathrm {e} }c^{2}\alpha ^{2}}  | 4,359 744 17(75)× 10−18 Дж       |
| Напруженість електричного поля   | Атомна одиниця напруженості      | {\displaystyle \!E_{h}/(ea_{0})}                          | 5,142 206 52(11)× 1011 В / м     |

Атомні одиниці вибиралися з урахуванням властивостей електронів в класичній  моделі Бора для атома водню в основному стані, для якого багато величин в цій системі отримують цілі чи дуже зручні значення. Наприклад, орбітальна швидкість електрона та радіус орбіти дорівнюють 1. Також  рівняння Шредінгера записується в атомній системі одиниць простіше ніж в системі SI
Як і система одиниць Планка, система одиниць Гартрі є природною системою і обидві виводяться з певних фундаментальних властивостей фізичного світу. Однак слід мати на увазі, що атомні одиниці зручніші на атомному рівні розрахунків в сучасному Всесвіті, в той час система одиниць Планка більше підходить для квантової гравітації та космології.